# 中国—越南边界

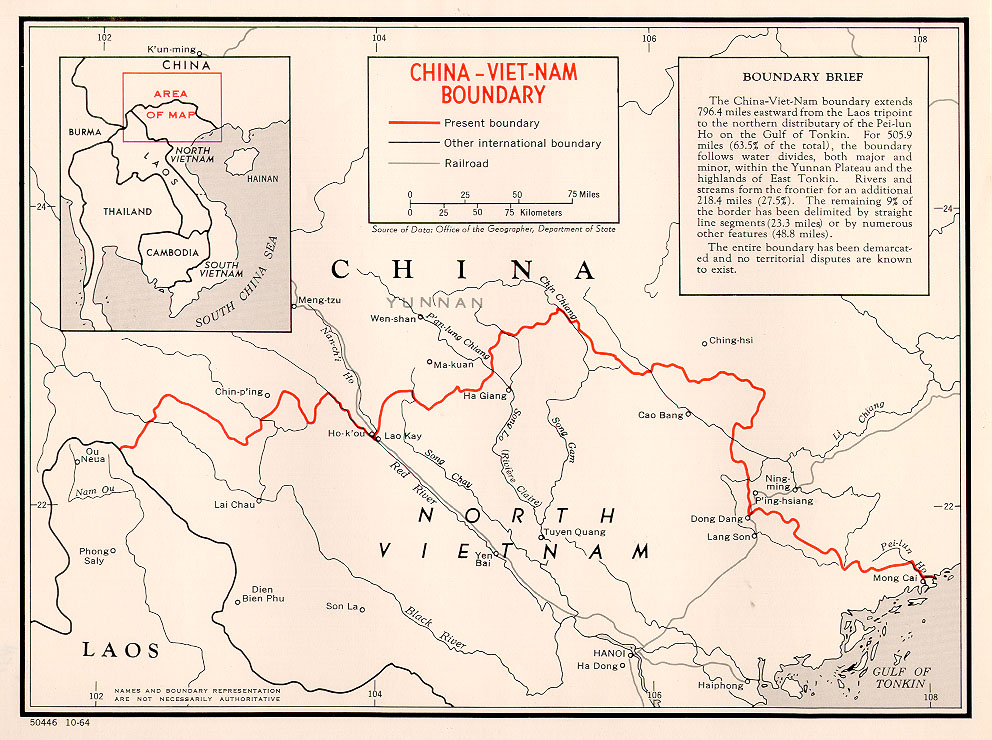
红线为1954年日内瓦会议闭幕、法屬印度支那终结至1976年越南完成统一期间，中华人民共和国与越南民主共和国（北越）陆地边界。1976年在越南民主共和国（北越）主导下越南完成统一，越南社会主义共和国成立，继承了以前越南民主共和国（北越）与中华人民共和国的陆地边界

中国—越南边界在狭义上指中华人民共和国和越南社會主義共和國之间的陆地邊界，全長1281公里。雖然两國都同意陸地邊界，但對南沙群島和西沙群島的領土爭端使兩國之間的海上邊界不明確。

## 歷史

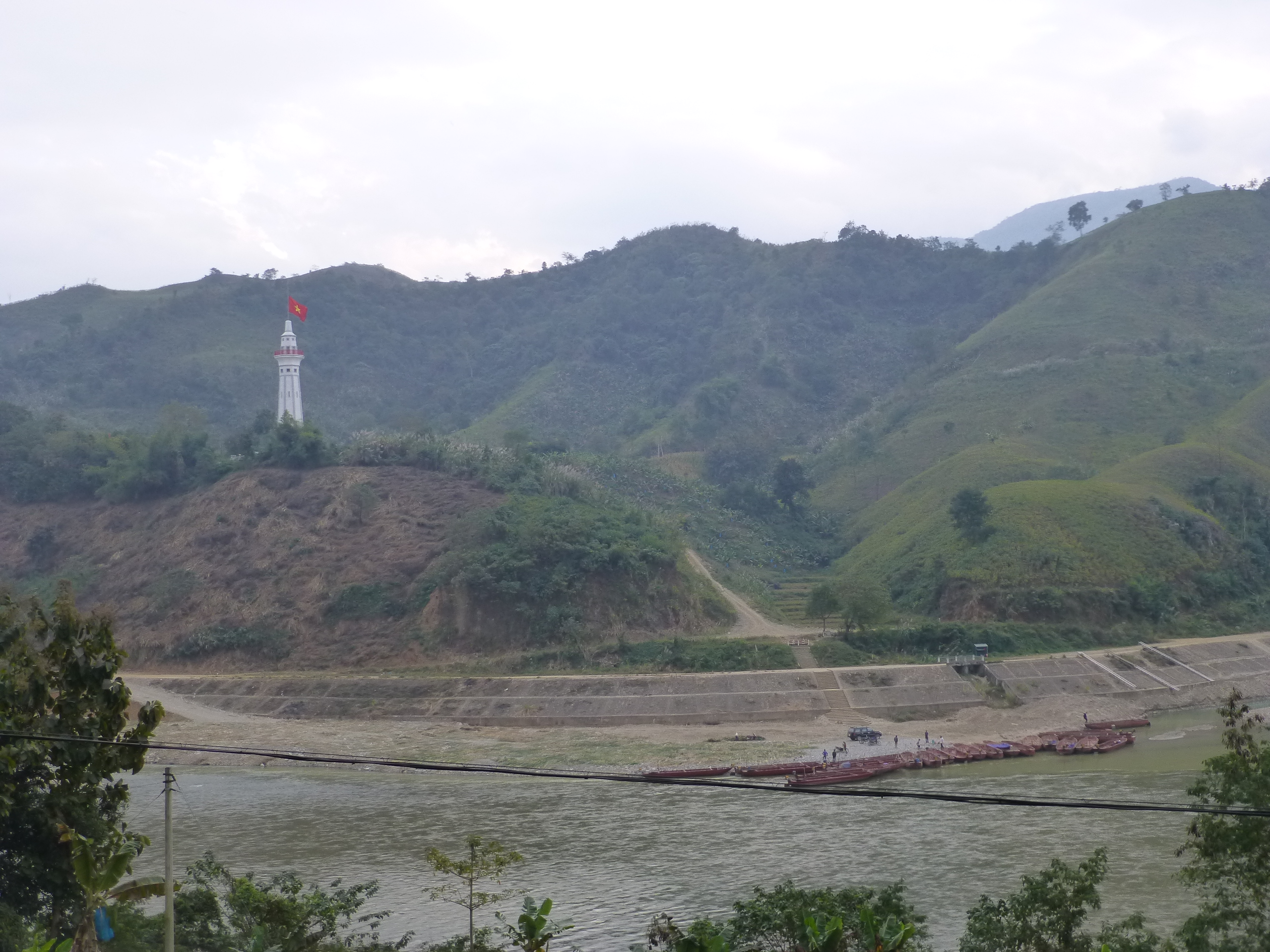
中越边境红河与龙保河的交汇处

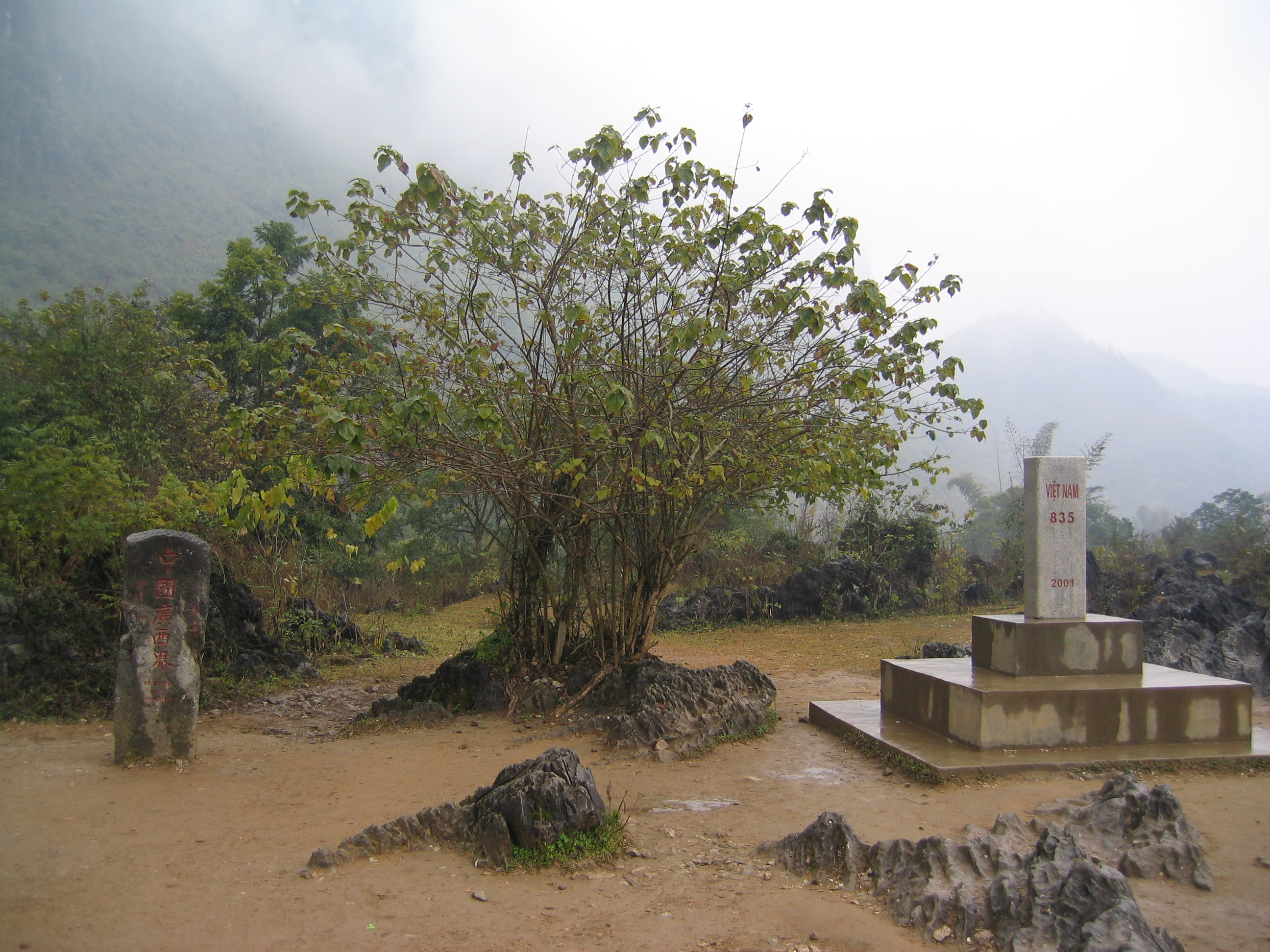
板約（Bản Giốc）附近的界碑

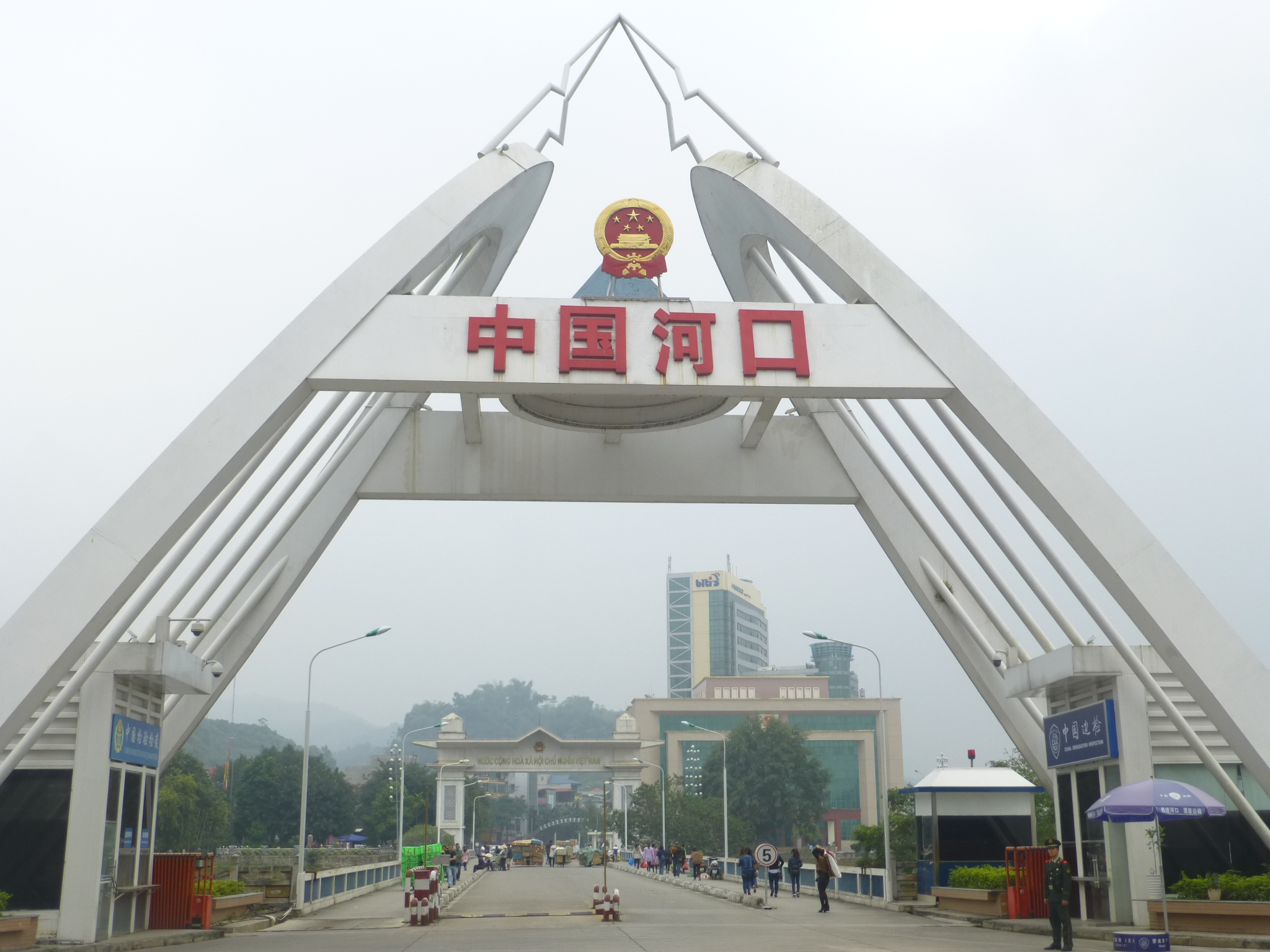
中国河口的边境口岸

19世纪初，越南阮朝立国，臣服于清朝，是为清朝的属国。鸦片战争后，西方势力进入亚洲。1885年，清政府在中法新约中承認法國對越南的宗主權。中越传统边界逐渐成型。此后至第二次世界大戰结束，越南一直为法国势力范围。第二次世界大战戰後，蔣介石派出盧漢將軍部下20萬名中華民國國軍士兵進攻北緯16度以北的中南半島去接受日本人的投降，並在此留守，至1946年為止。
1975年，越南统一，而中越之间的分歧日趋激烈。中越邊界糾紛终在1979年演变成中越战争。战争结束后，双方小规模冲突不断。越南方面陆续占领罗家坪大山、扣林山、老山、者阴山、法卡山等地区。1980年起，中国方面陆续收复罗家坪大山、扣林山。老山、者阴山、法卡山三座山脉的主峰本为中越传统边界的分界点，山脉分属两国。两山战役后，中国方面基本占据三座山脉的全部山峰。战火至1990年代方才平息。
1991年11月5日，越南共产党中央总书记杜梅访问北京，中越关系正常化。中越签署《关于处理两国边境事务的临时协定》，第一条第一款规定：双方须按现在边界实际情况进行管辖，任何一方不得人为地改变这一边界实际情况。1992年，中越开始商谈边界协定问题。此时，中越陆地边界为“已定界”，“它是在中越之间历史形成的传统习惯线基础上，由中国清朝政府和作为殖民当局的法国政府于19世纪末通过《續議界務專條》和《续议界务专条附章》等15个划界和勘界文件划定的。”
1993年10月，中越签署《关于解决边界领土问题的基本原则协议》，对陆地边界、北部湾、南海问题等提出基本框架。至1999年初，谈判尚无进展。2月，越南共产党中央总书记黎可漂访华，与中共中央总书记江泽民发表声明，两国必须于1999年内签订陆地边界谈判协议。10月25日，越南方面接受中国方面的“一揽子解决方案”，双方达成一致。12月初，中国总理朱镕基访问越南。12月30日，中越签署《中越陆地边界条约》及其附件。双方争议的227平方公里土地中，越南获得113平方公里，中国获得114平方公里。

## 地理
陸地邊界約為1,281公里（796英里）。它始於老撾的三邊交界，然後前往北部灣，途經少數民族居住的山區。在一些地區，兩國之間的陸地邊界沿著河流延伸。 特別是沿著紅河河段，從龍堡河口（河口縣五道口村附近）到南溪河口（河口縣和老街市之間），沿著紅河流域。龍寶和南溪的下段也是邊境河流。

## 历史地图

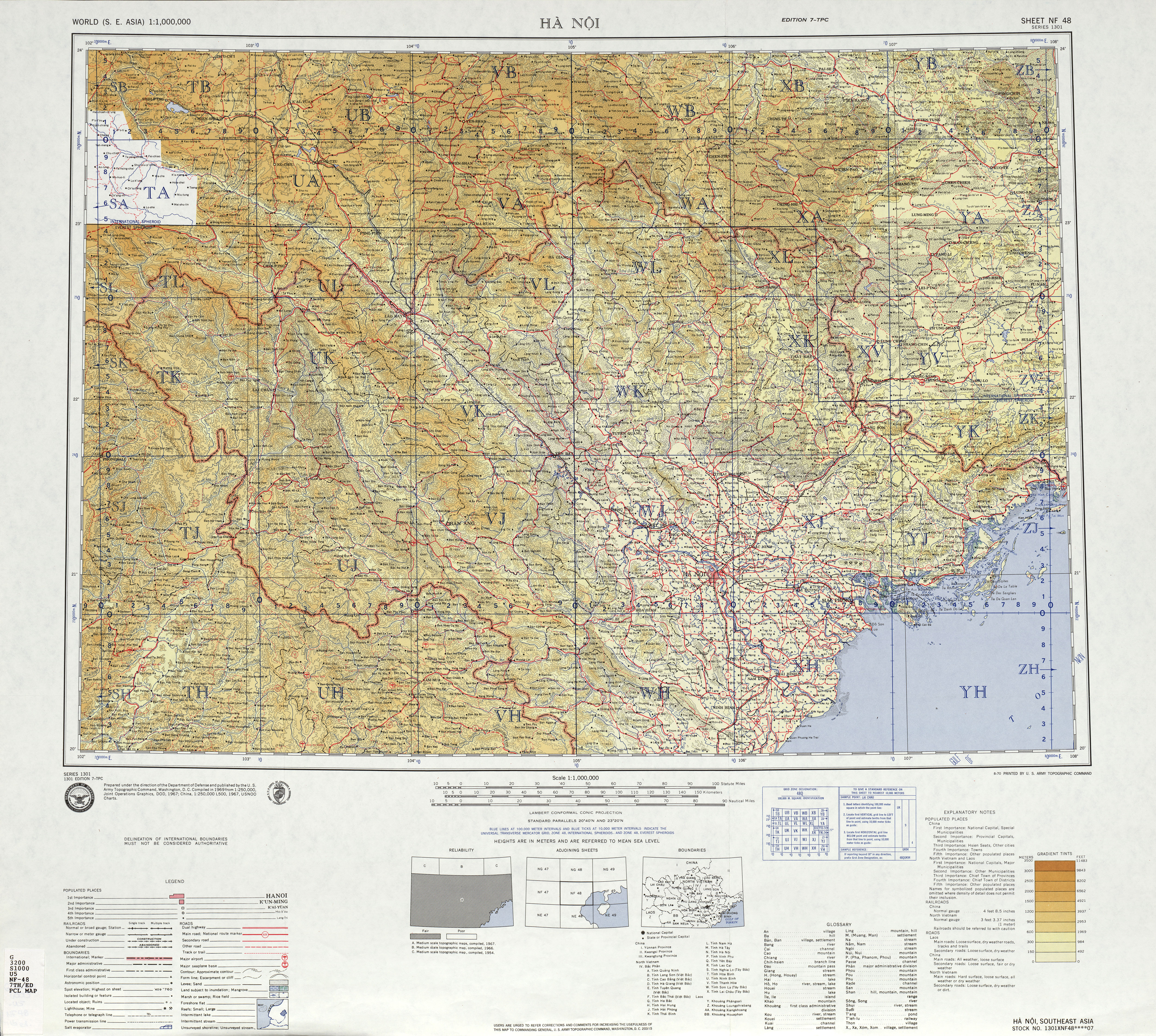
西部
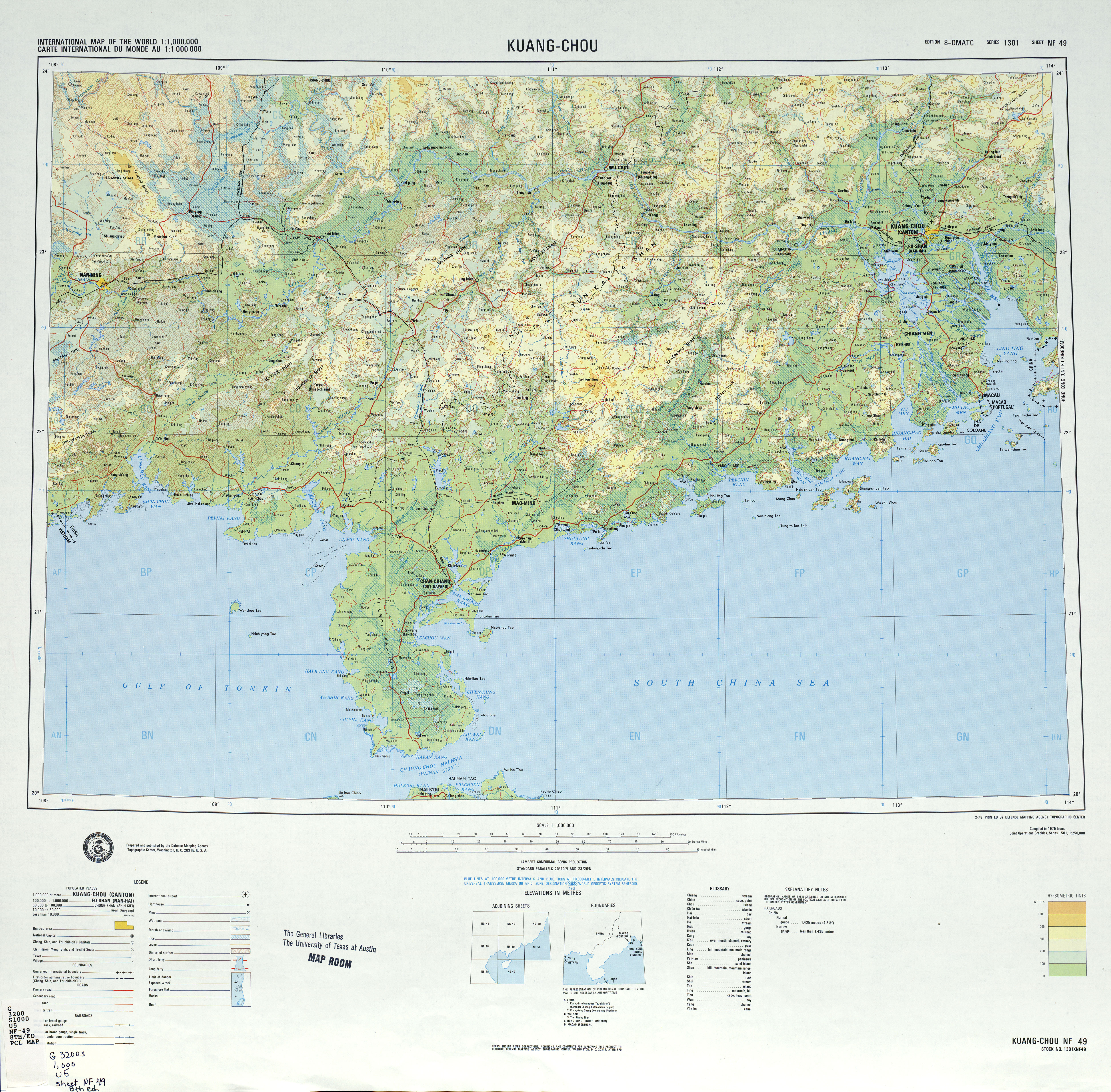
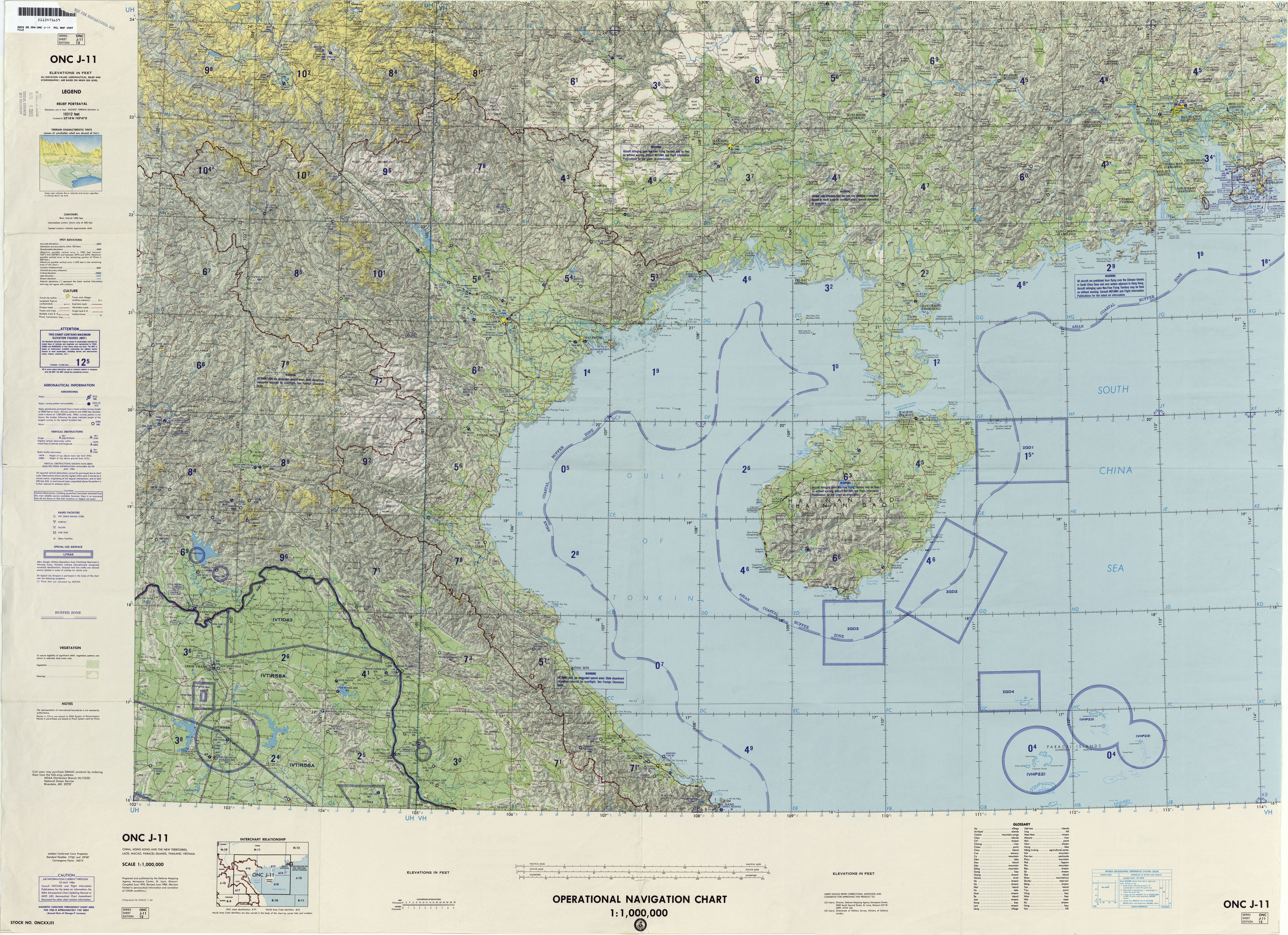
东部
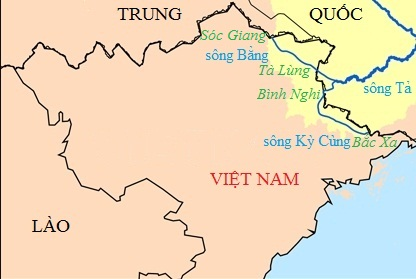
中越边境河流
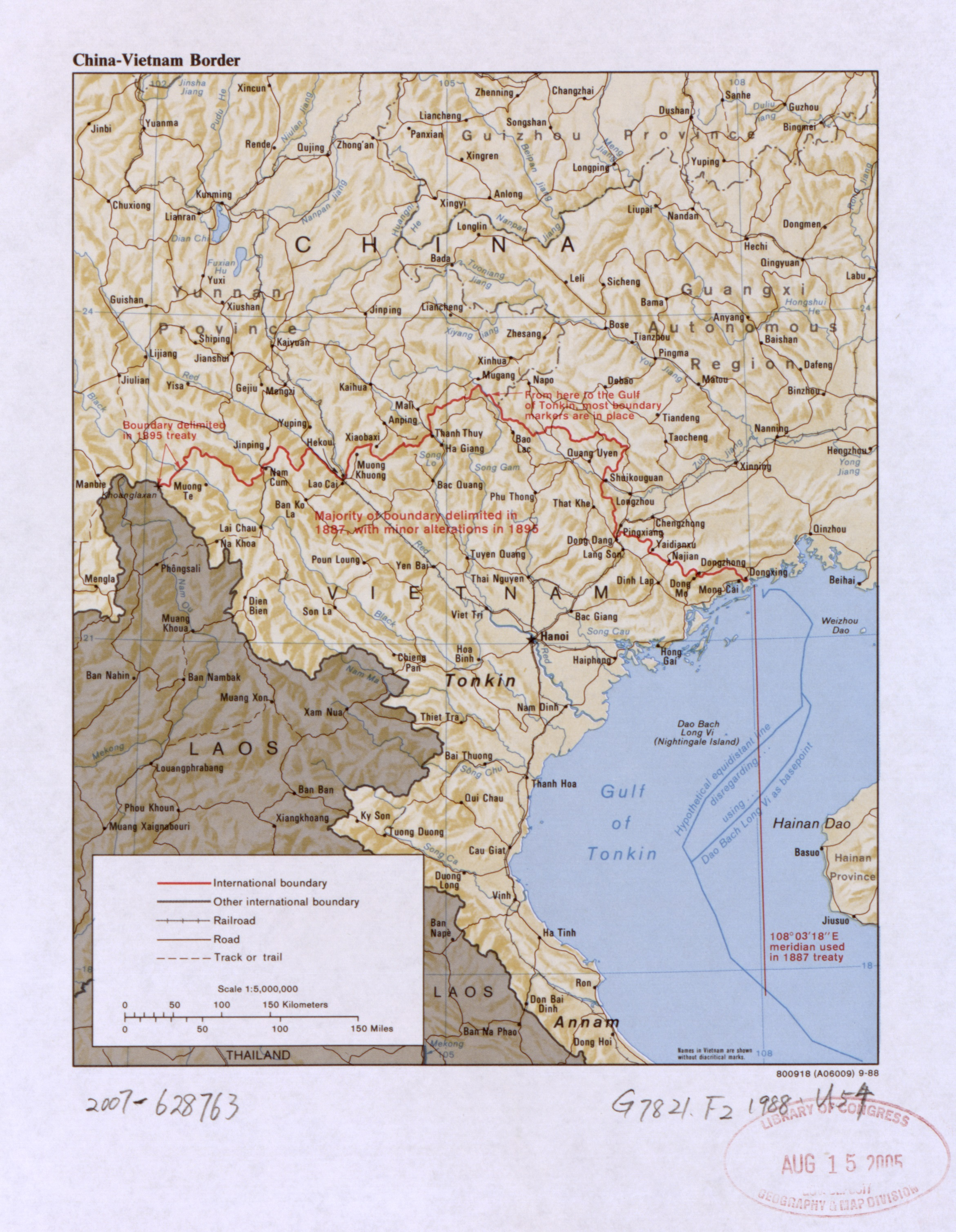
中越边境

## 交通
- 河同鐵路
- 河老鐵路